# Niki Lauda
Niki Lauda, właśc. Andreas Nikolaus Lauda (ur. 22 lutego 1949 w Wiedniu, zm. 20 maja 2019 w Zurychu) – austriacki kierowca wyścigowy, trzykrotny mistrz świata Formuły 1 (1975, 1977, 1984), pilot i przedsiębiorca.
Uważany jest za jednego z najlepszych kierowców Formuły 1 w historii.

## Życiorys
Lauda urodził się w zamożnej rodzinie. Pomimo niechęci ojca, został kierowcą wyścigowym. Dołączył do doświadczonego zespołu March w 1971 jako kierowca Formuły 2. W następnym sezonie nadal dla nich jeździł, jednak część występów zaliczył w Formule 1. W 1973 Lauda dołączył do BRM-u. Jego wielka szansa przyszła, gdy jego kolega z BRM-u – Clay Regazzoni na sezon 1974 przeszedł do Ferrari i Enzo Ferrari zapytał go, co sądzi o młodym Austriaku. Regazzoni wyraził się o Laudzie pozytywnie, więc Ferrari podpisało z nim kontrakt.
Po niepowodzeniach na początku lat 70., Ferrari odrodziło się w 1974. Wiara zespołu w mało znanego Laudę została szybko nagrodzona 2. miejscem w otwierającym sezon Grand Prix Argentyny. Pierwsze zwycięstwo Austriaka przyszło w Grand Prix Hiszpanii 3 wyścigi później. Chociaż Lauda ustanawiał tempo, zdobywając 6 pole position z rzędu, to mieszanka niedoświadczenia i zawodności samochodu spowodowała, że wygrał jeszcze tylko jedno Grand Prix w sezonie – Grand Prix Holandii. W klasyfikacji generalnej zajął 4. miejsce.

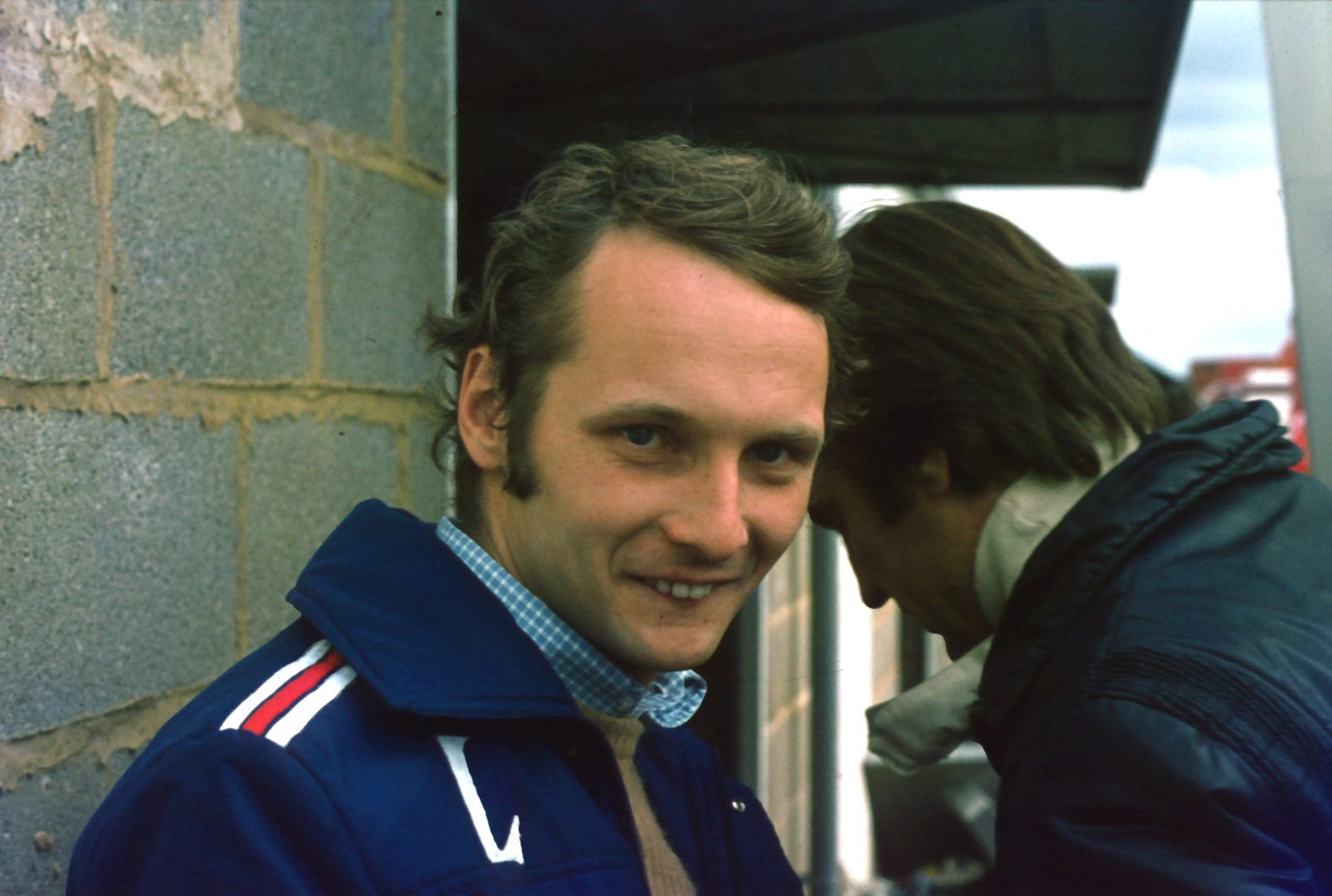
Niki Lauda (1975)

Sezon 1975 zaczął się słabo dla Laudy. W pierwszych 4 wyścigach najlepszą lokatą było 5. miejsce. Jednak Lauda wygrał 4 z następnych 5 wyścigów, a tytuł mistrza świata zapewnił sobie zwycięstwem w ostatnim wyścigu sezonu – Grand Prix Stanów Zjednoczonych.
W odróżnieniu od sezonu 1975, Lauda zdominował początek kolejnego roku. Wygrał 4 z 6 pierwszych wyścigów, a w pozostałych zajął 2. miejsca. Do czasu piątej wygranej w Grand Prix Wielkiej Brytanii miał ponad dwukrotnie więcej punktów od drugiego Jodiego Schecktera. Utrzymanie tytułu mistrzowskiego wydawało się formalnością. Byłby pierwszym, który tego dokonał od czasów Jacka Brabhama (1959–1960).
Wszystko zmieniło się jednak 1 sierpnia 1976 po Grand Prix Niemiec rozgrywanym na długim torze Nürburgring. Na drugim okrążeniu Lauda wypadł z trasy, uderzył w bandę i wpadł pod bolid Bretta Lungera. Ferrari Austriaka stanęło w płomieniach, a kierowca został uwięziony we wraku. Kierowcy Arturo Merzario i Guy Edwards przybyli chwilę po wypadku. Razem z Brettem Lungerem próbowali wyciągnąć Laudę z pułapki. Udało im się, ale kierowca zdążył dotkliwie poparzyć się i nawdychać gorących toksycznych gazów, które uszkodziły mu płuca. Lauda, mimo iż był przytomny zaraz po wypadku, zapadł później w śpiączkę, a ksiądz udzielił mu sakramentu namaszczenia chorych.
Lauda wrócił do wyścigów 6 tygodni później pomijając jedynie 2 wyścigi: Grand Prix Austrii i Grand Prix Holandii. Po powrocie zajął sensacyjne 4. miejsce w Grand Prix Włoch. Podczas nieobecności Austriaka na torach, kierowca McLarena – James Hunt zmniejszył stratę do Laudy w klasyfikacji kierowców. Wygrywając Grand Prix Kanady i Grand Prix Stanów Zjednoczonych miał tylko 3 punkty straty do mistrza świata przed ostatnim wyścigiem sezonu – Grand Prix Japonii.
Lauda zakwalifikował się na 3. pozycji – jedno miejsce za Jamesem Huntem. W dniu wyścigu padał ulewny deszcz i Austriak wycofał się po dwóch okrążeniach, ponieważ czuł, że jest zbyt niebezpiecznie jeździć w takich warunkach. Hunt prowadził przez większość wyścigu, zanim złapana guma nie zepchnęła go na dalsze pozycje. Mimo tego zdołał awansować na 3. miejsce i wygrał z Laudą tytuł mistrzowski o 1 punkt.
Wcześniejsze dobre stosunki Laudy z Ferrari popsuły się po wycofaniu z wyścigu. Musiał znieść trudny rok, pomimo łatwego zwycięstwa w mistrzostwach. Ogłaszając odejście z Ferrari pod koniec roku, Lauda zostawił wolne miejsce dla nieznanego wówczas Gilles’a Villeneuve’a na Grand Prix Kanady.
Dołączając do Brabhama w 1978, przeżył dwa nieudane sezony. Głównym powodem niepowodzeń był radykalnie zaprojektowany samochód, który używał dodatkowego wentylatora, przysysającego bolid mocniej do powierzchni. Wóz wygrał swój pierwszy wyścig i został natychmiast zabroniony. Lauda oznajmił wkrótce Berniemu Ecclestone’owi (właścicielowi teamu), że nie ma już ochoty po prostu jeździć dookoła toru. Austriak wycofał się ze sportu i zajął kierowaniem własnymi liniami lotniczymi.
W 1982 Lauda wrócił do wyścigów czując, że wciąż ma karierę przed sobą.
Po pomyślnych testach dla McLarena jedynym problemem było przekonanie Marlboro, czyli głównego sponsora teamu, że jest wciąż zdolny do wygrywania wyścigów. Jednak Austriak udowodnił to wygrywając Grand Prix Stanów Zjednoczonych – Zachód. Lauda zdobył trzeci tytuł mistrza świata w 1984, pokonując Alaina Prosta o zaledwie pół punktu.
Po przejściu na sportową emeryturę zarządzał zespołem Formuły 1 Jaguar Racing w latach 2001–2002. Został wprowadzony do International Motorsports Hall of Fame w 1993 r.
Jako kierowca, Lauda znany był z trzeźwego podejścia do wyścigów, minimalizowania ryzyka i jednoczesnego maksymalizowania wyników i bezwzględnego dbania o własny interes. Uważany był za jednego z najznakomitszych kierowców testowych w sporcie, często pracującego długimi godzinami, aby poprawić samochód.
Niki Lauda był autorem 4 książek autobiograficznych.
Był jednym z bohaterów serialu anime pt. Grand Prix. Akcja kreskówki dzieje się w okresie po wypadku Laudy, dlatego jego postać nosi w serialu maskę na twarzy.
Był jednym z ekspertów Formuły 1 dla telewizji RTL do końca sezonu 2017.
W 2020 roku ukazała się biografia Laudy autorstwa Maurice'a Hamiltona, wydana również w języku polskim, nakładem wydawnictwa SQN.

## Życie prywatne
W 1976 poślubił Marlene Knaus, z którą miał dwóch synów: Lucasa (ur. 1979) i Mathiasa (ur. 1981). Z nieformalnego związku miał syna Christopha (ur. 1982). W 1991 roku, po piętnastu latach małżeństwa rozwiódł się. We wrześniu 2008 ożenił się z Birgit Wetzinger, z którą miał bliźniaki: syna Maxa i córkę Mię (ur. 6 września 2009). We wczesnych latach 70tych XX wieku wyrobił licencję pilota.

## Lauda Air i katastrofa lotu 004

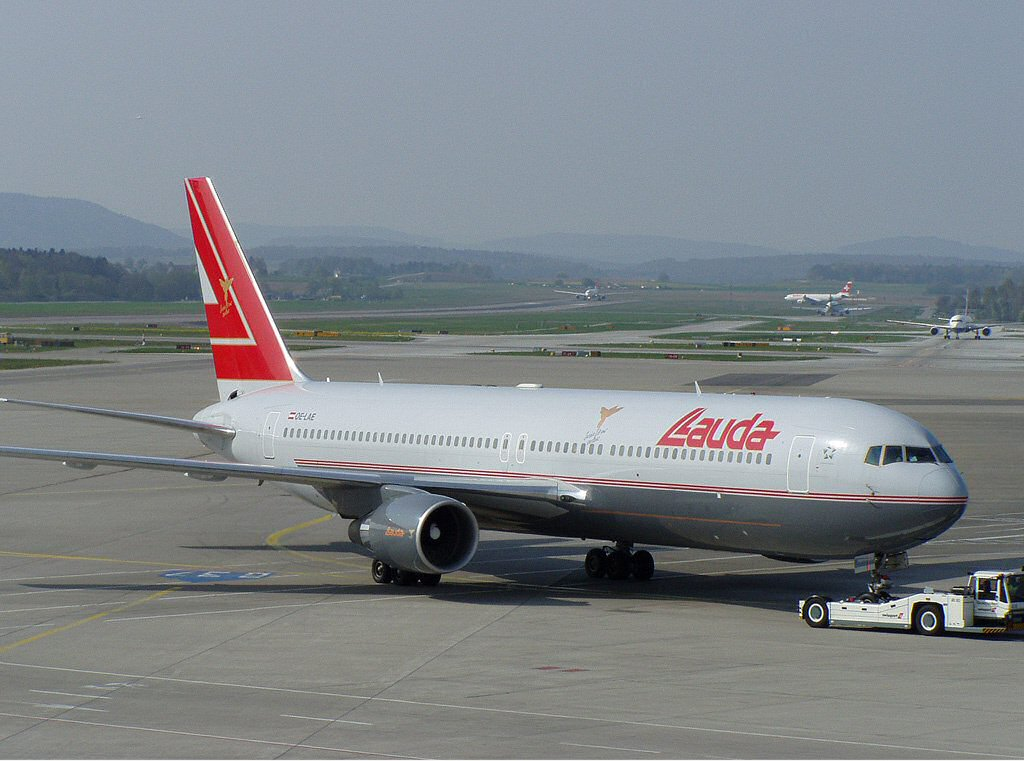
Boeing 767 Lauda Air, podobny do tego, który uczestniczył w katastrofie

W 1978 roku Lauda założył linię Lotniczą Lauda Air, początkowo realizującą krótkie loty czarterowe. W 1989 linia uruchomiła loty z Wiednia do Azji i Australii. 26 maja 1991 roku Boeing 767 realizujący lot Lauda Air 004 rozbił się w Tajlandii. Jako przyczynę wskazano samoistne załączenie się w trakcie lotu odwracacza ciągu silnika nr 1. Zginęły 223 osoby. Była to pierwsza katastrofa Boeinga 767 skutkująca całkowitą utratą maszyny i najbardziej śmiertelny wypadek lotniczy w historii Tajlandii. Mimo tego zdarzenia firma funkcjonowała aż do 2003 roku, kiedy to stała się częścią Austrian Airlines. Pod koniec tego samego roku Lauda założył nową linię lotniczą - Niki.

## Niki Lauda w filmach
We wrześniu 2013 roku premierę miał Wyścig, film opowiadający historię rywalizacji, pomiędzy Nikim Laudą a Jamesem Huntem, w reżyserii Rona Howarda. W rolę Laudy wcielił się Daniel Brühl, natomiast Hunta zagrał Chris Hemsworth.

## Problemy zdrowotne
W 2005 i 2008 roku dwukrotnie przeszedł zabieg przeszczepienia nerek. Zmarł 20 maja 2019, 9 miesięcy po przeszczepieniu płuc.

## Nagrody
| Rok  | Gala rozdania               | Nagroda                    | Kategoria   | Wynik   |
| ---- | --------------------------- | -------------------------- | ----------- | ------- |
| 2016 | Laureus World Sports Awards | Laureus World Sports Award | Całokształt | Wygrana |